# Stockholm Open
Stockholm Open – męski turniej tenisowy kategorii ATP Tour 250 zaliczany do cyklu ATP Tour. Rozgrywany na kortach twardych w hali w szwedzkim Sztokholmie od 1969 roku.
Turniej od samego początku organizowany jest w hali Kungliga tennishallen prócz lat 1989–1994, kiedy to zawody miały miejsce w Stockholm Globe Arena.
W latach 1975–1980 rozgrywany był również turniej kobiecy.

## Mecze finałowe

### Gra pojedyncza mężczyzn
| Rok  | Zwycięzca                                    | Finalista                                    | Wynik                                        |
| 2024 | Tommy Paul                                   | Grigor Dimitrow                              | 6:4, 6:3                                     |
| 2023 | Gaël Monfils                                 | Pawieł Kotow                                 | 4:6, 7:6(6), 6:3                             |
| 2022 | Holger Rune                                  | Stefanos Tsitsipas                           | 6:4, 6:4                                     |
| 2021 | Tommy Paul                                   | Denis Shapovalov                             | 6:4, 2:6, 6:4                                |
| 2020 | Turniej anulowano z powodu pandemii COVID-19 | Turniej anulowano z powodu pandemii COVID-19 | Turniej anulowano z powodu pandemii COVID-19 |
| 2019 | Denis Shapovalov                             | Filip Krajinović                             | 6:4, 6:4                                     |
| 2018 | Stefanos Tsitsipas                           | Ernests Gulbis                               | 6:4, 6:4                                     |
| 2017 | Juan Martín del Potro                        | Grigor Dimitrow                              | 6:4, 6:2                                     |
| 2016 | Juan Martín del Potro                        | Jack Sock                                    | 7:5, 6:1                                     |
| 2015 | Tomáš Berdych                                | Jack Sock                                    | 7:6(1), 6:2                                  |
| 2014 | Tomáš Berdych                                | Grigor Dimitrow                              | 5:7, 6:4, 6:4                                |
| 2013 | Grigor Dimitrow                              | David Ferrer                                 | 2:6, 6:3, 6:4                                |
| 2012 | Tomáš Berdych                                | Jo-Wilfried Tsonga                           | 4:6, 6:4, 6:4                                |
| 2011 | Gaël Monfils                                 | Jarkko Nieminen                              | 7:5, 3:6, 6:2                                |
| 2010 | Roger Federer                                | Florian Mayer                                | 6:4, 6:3                                     |
| 2009 | Markos Pagdatis                              | Olivier Rochus                               | 6:1, 7:5                                     |
| 2008 | David Nalbandian                             | Robin Söderling                              | 6:2, 5:7, 6:3                                |
| 2007 | Ivo Karlović                                 | Thomas Johansson                             | 6:3, 3:6, 6:1                                |
| 2006 | James Blake                                  | Jarkko Nieminen                              | 6:4, 6:2                                     |
| 2005 | James Blake                                  | Paradorn Srichaphan                          | 6:1, 7:6(6)                                  |
| 2004 | Thomas Johansson                             | Andre Agassi                                 | 3:6, 6:3, 7:6(4)                             |
| 2003 | Mardy Fish                                   | Robin Söderling                              | 7:5, 3:6, 7:6(4)                             |
| 2002 | Paradorn Srichaphan                          | Marcelo Ríos                                 | 6:7(2), 6:0, 6:3, 6:2                        |
| 2001 | Sjeng Schalken                               | Jarkko Nieminen                              | 3:6, 6:3, 6:3, 4:6, 6:3                      |
| 2000 | Thomas Johansson                             | Jewgienij Kafielnikow                        | 6:2, 6:4, 6:4                                |
| 1999 | Thomas Enqvist                               | Magnus Gustafsson                            | 6:3, 6:4, 6:2                                |
| 1998 | Todd Martin                                  | Thomas Johansson                             | 6:3, 6:4, 6:4                                |
| 1997 | Jonas Björkman                               | Jan Siemerink                                | 3:6, 7:6(2), 6:2, 6:4                        |
| 1996 | Thomas Enqvist                               | Todd Martin                                  | 7:5, 6:4, 7:6(0)                             |
| 1995 | Thomas Enqvist                               | Arnaud Boetsch                               | 7:5, 6:4                                     |
| 1994 | Boris Becker                                 | Goran Ivanišević                             | 4:6, 6:4, 6:3, 7:6(4)                        |
| 1993 | Michael Stich                                | Goran Ivanišević                             | 4:6, 7:6(6), 7:6(3), 6:2                     |
| 1992 | Goran Ivanišević                             | Guy Forget                                   | 7:6(2), 4:6, 7:6(5), 6:2                     |
| 1991 | Boris Becker                                 | Stefan Edberg                                | 3:6, 6:4, 1:6, 6:2, 6:2                      |
| 1990 | Boris Becker                                 | Stefan Edberg                                | 6:4, 6:0, 6:3                                |
| 1989 | Ivan Lendl                                   | Magnus Gustafsson                            | 7:5, 6:0, 6:3                                |
| 1988 | Boris Becker                                 | Peter Lundgren                               | 6:4, 6:1, 6:1                                |
| 1987 | Stefan Edberg                                | Jonas Svensson                               | 7:5, 6:2, 4:6, 6:4                           |
| 1986 | Stefan Edberg                                | Mats Wilander                                | 6:2, 6:1, 6:1                                |
| 1985 | John McEnroe                                 | Anders Järryd                                | 6:1, 6:2                                     |
| 1984 | John McEnroe                                 | Mats Wilander                                | 6:2, 3:6. 6:2                                |
| 1983 | Mats Wilander                                | Tomáš Šmíd                                   | 6:1, 7:5                                     |
| 1982 | Henri Leconte                                | Mats Wilander                                | 7:6, 6:3                                     |
| 1981 | Gene Mayer                                   | Sandy Mayer                                  | 6:4, 6:2                                     |
| 1980 | Björn Borg                                   | John McEnroe                                 | 6:3, 6:4                                     |
| 1979 | John McEnroe                                 | Gene Mayer                                   | 6:7, 6:3, 6:3                                |
| 1978 | John McEnroe                                 | Tom Gullikson                                | 6:2, 6:2                                     |
| 1977 | Sandy Mayer                                  | Raymond Moore                                | 6:2, 6:4                                     |
| 1976 | Mark Cox                                     | Manuel Orantes                               | 4:6, 7:5, 7:6                                |
| 1975 | Adriano Panatta                              | Jimmy Connors                                | 6:4, 6:3                                     |
| 1974 | Arthur Ashe                                  | Tom Okker                                    | 6:2, 6:2                                     |
| 1973 | Tom Gorman                                   | Björn Borg                                   | 6:3, 4:6, 7:6                                |
| 1972 | Stan Smith                                   | Tom Okker                                    | 6:4, 6:3                                     |
| 1971 | Arthur Ashe                                  | Jan Kodeš                                    | 6:1, 3:6, 6:2, 1:6, 6:4                      |
| 1970 | Stan Smith                                   | Arthur Ashe                                  | 5:7, 6:4, 6:4                                |
| 1969 | Nikola Pilić                                 | Ilie Năstase                                 | 6:4, 4:6, 6:1                                |

### Gra pojedyncza kobiet
| Rok     | Zwyciężczyni               | Finalistka                 | Wynik                      |
| 1980    | Hana Mandlíková            | Bettina Bunge              | 6:2, 6:2                   |
| 1979    | Billie Jean King           | Betty Stöve                | 6:3, 6:7, 7:5              |
| 1976–78 | Turniej nie był rozgrywany | Turniej nie był rozgrywany | Turniej nie był rozgrywany |
| 1975    | Virginia Wade              | Françoise Durr             | 6:3, 4:6, 7:5              |

### Gra podwójna mężczyzn
| Rok  | Zwycięzcy                                    | Finaliści                                    | Wynik                                        |
| 2024 | Harri Heliövaara Henry Patten                | Petr Nouza Patrik Rikl                       | 7:5, 6:3                                     |
| 2023 | Andriej Gołubiew Denys Mołczanow             | Yuki Bhambri Julian Cash                     | 7:6(8), 6:2                                  |
| 2022 | Marcelo Arévalo Jean-Julien Rojer            | Lloyd Glasspool Harri Heliövaara             | 6:3, 6:3                                     |
| 2021 | Santiago González Andrés Molteni             | Aisam-ul-Haq Qureshi Jean-Julien Rojer       | 6:2, 6:2                                     |
| 2020 | Turniej anulowano z powodu pandemii COVID-19 | Turniej anulowano z powodu pandemii COVID-19 | Turniej anulowano z powodu pandemii COVID-19 |
| 2019 | Henri Kontinen Édouard Roger-Vasselin        | Mate Pavić Bruno Soares                      | 6:4, 6:2                                     |
| 2018 | Luke Bambridge Jonny O’Mara                  | Marcus Daniell Wesley Koolhof                | 7:5, 7:6(8)                                  |
| 2017 | Oliver Marach Mate Pavić                     | Aisam-ul-Haq Qureshi Jean-Julien Rojer       | 3:6, 7:6(6), 10–4                            |
| 2016 | Elias Ymer Mikael Ymer                       | Mate Pavić Michael Venus                     | 6:1, 6:1                                     |
| 2015 | Nicholas Monroe Jack Sock                    | Mate Pavić Michael Venus                     | 7:5, 6:2                                     |
| 2014 | Eric Butorac Raven Klaasen                   | Treat Huey Jack Sock                         | 6:4, 6:3                                     |
| 2013 | Aisam-ul-Haq Qureshi Jean-Julien Rojer       | Jonas Björkman Robert Lindstedt              | 6:2, 6:2                                     |
| 2012 | Marcelo Melo Bruno Soares                    | Robert Lindstedt Nenad Zimonjić              | 6:7(4), 7:5, 10–6                            |
| 2011 | Rohan Bopanna Aisam-ul-Haq Qureshi           | Marcelo Melo Bruno Soares                    | 6:1, 6:3                                     |
| 2010 | Eric Butorac Jean-Julien Rojer               | Johan Brunström Jarkko Nieminen              | 6:4, 7:6(4)                                  |
| 2009 | Bruno Soares Kevin Ullyett                   | Simon Aspelin Paul Hanley                    | 6:4, 7:6(4)                                  |
| 2008 | Jonas Björkman Kevin Ullyett                 | Johan Brunström Michael Ryderstedt           | 6:1, 6:3                                     |
| 2007 | Jonas Björkman Maks Mirny                    | Arnaud Clément Michaël Llodra                | 6:4, 6:4                                     |
| 2006 | Paul Hanley Kevin Ullyett                    | Olivier Rochus Kristof Vliegen               | 7:6(2), 6:4                                  |
| 2005 | Wayne Arthurs Paul Hanley                    | Leander Paes Nenad Zimonjić                  | 5:3, 5:3                                     |
| 2004 | Feliciano López Fernando Verdasco            | Wayne Arthurs Paul Hanley                    | 6:4, 6:4                                     |
| 2003 | Jonas Björkman Todd Woodbridge               | Wayne Arthurs Paul Hanley                    | 6:3, 6:4                                     |
| 2002 | Wayne Black Kevin Ullyett                    | Wayne Arthurs Paul Hanley                    | 6:4, 2:6, 7:6(4)                             |
| 2001 | Donald Johnson Jared Palmer                  | Jonas Björkman Todd Woodbridge               | 6:3, 4:6, 6:3                                |
| 2000 | Mark Knowles Daniel Nestor                   | Petr Pála Pavel Vízner                       | 6:2, 6:2                                     |
| 1999 | Piet Norval Kevin Ullyett                    | Jan-Michael Gambill Scott Humphries          | 7:5, 6:3                                     |
| 1998 | Nicklas Kulti Mikael Tillström               | Chris Haggard Peter Nyborg                   | 7:5, 3:6, 7:5                                |
| 1997 | Marc-Kevin Goellner Richey Reneberg          | Ellis Ferreira Patrick Galbraith             | 6:3, 3:6, 7:6                                |
| 1996 | Patrick Galbraith Jonathan Stark             | Todd Martin Chris Woodruff                   | 7:6, 6:4                                     |
| 1995 | Jacco Eltingh Paul Haarhuis                  | Grant Connell Patrick Galbraith              | 3:6, 6:2, 7:6                                |
| 1994 | Todd Woodbridge Mark Woodforde               | Jan Apell Jonas Björkman                     | 6:4, 4:6, 6:3                                |
| 1993 | Todd Woodbridge Mark Woodforde               | Gary Muller Danie Visser                     | 7:6, 5:7, 7:6                                |
| 1992 | Todd Woodbridge Mark Woodforde               | Steve DeVries David Macpherson               | 6:4, 6:4                                     |
| 1991 | John Fitzgerald Anders Järryd                | Tom Nijssen Cyril Suk                        | 7:5, 6:3                                     |
| 1990 | Guy Forget Jakob Hlasek                      | John Fitzgerald Anders Järryd                | 6:2, 6:3                                     |

### Gra podwójna kobiet
| Rok     | Zwyciężczynie                 | Finalistki                            | Wynik                      |
| 1980    | Mima Jaušovec Virginia Ruzici | Hana Mandlíková Betty Stöve           | 6:2, 6:1                   |
| 1979    | Betty Stöve Wendy Turnbull    | Billie Jean King Ilana Kloss          | 7:5, 7:6                   |
| 1976–78 | Turniej nie był rozgrywany    | Turniej nie był rozgrywany            | Turniej nie był rozgrywany |
| 1975    | Françoise Durr Betty Stöve    | Evonne Goolagong Cawley Virginia Wade | 6:3, 6:4                   |